# Ligne Kintetsu Ikoma
La ligne Kintetsu Ikoma (近鉄生駒線, Kintetsu Ikoma-sen) est une ligne ferroviaire du réseau Kintetsu située dans la préfecture de Nara au Japon. Elle relie la gare d'Ikoma à celle d'Ōji.

## Histoire
La ligne a été inaugurée le 26 mai 1922 par le Chemin de fer electrique Nobutaka Ikoma (信貴生駒電鉄). La ligne est intégrée au réseau Kintetsu en 1969.

## Caractéristiques

### Ligne
- Ecartement : 1 435 mm
- Alimentation : 1 500 V par caténaire

### Liste des gares
La ligne comporte 12 gares numérotées de G17 à G28.
| Numéro | Gare             | Nom japonais | Distance depuis Ikoma (km) | Correspondances                                    | Localisation | Localisation       |
| ------ | ---------------- | ------------ | -------------------------- | -------------------------------------------------- | ------------ | ------------------ |
| G17    | Ikoma            | 生駒         | 0                          | Kintetsu : Keihanna, Nara, Funiculaire Ikoma       | Ikoma        | Préfecture de Nara |
| G18    | Nabata           | 菜畑         | 1,2                        |                                                    | Ikoma        | Préfecture de Nara |
| G19    | Ichibu           | 一分         | 2,3                        |                                                    | Ikoma        | Préfecture de Nara |
| G20    | Minami-Ikoma     | 南生駒       | 3,5                        |                                                    | Ikoma        | Préfecture de Nara |
| G21    | Haginodai        | 萩の台       | 4,5                        |                                                    | Ikoma        | Préfecture de Nara |
| G22    | Higashiyama (ja) | 東山         | 5,4                        |                                                    | Ikoma        | Préfecture de Nara |
| G23    | Motosanjoguchi   | 元山上口     | 6,7                        |                                                    | Heguri       | Préfecture de Nara |
| G24    | Heguri           | 平群         | 7,9                        |                                                    | Heguri       | Préfecture de Nara |
| G25    | Tatsutagawa      | 竜田川       | 9,3                        |                                                    | Heguri       | Préfecture de Nara |
| G26    | Seya-Kitaguchi   | 勢野北口     | 10,7                       |                                                    | Sangō        | Préfecture de Nara |
| G27    | Shigisanshita    | 信貴山下     | 11,5                       |                                                    | Sangō        | Préfecture de Nara |
| G28    | Ōji              | 王寺         | 12,4                       | Kintetsu : Tawaramoto JR West : Yamatoji, Wakayama | Ōji          | Préfecture de Nara |